# 5-氮雜-7-脫氮鳥嘌呤
5-氮雜-7-脫氮鳥嘌呤（简写：P）是一种5-氮杂-7-脱氮嘌呤类碱基，是鸟嘌呤的异构体。它在八文字DNA中作为碱基，可以和6-氨基-5-硝基吡啶-2-酮（Z）配对。它可由三聚氯氰的多步反应合成。

八文字DNA中非自然碱基的氢键（用虚线表示）